# Manual de historia de Baden-Württemberg

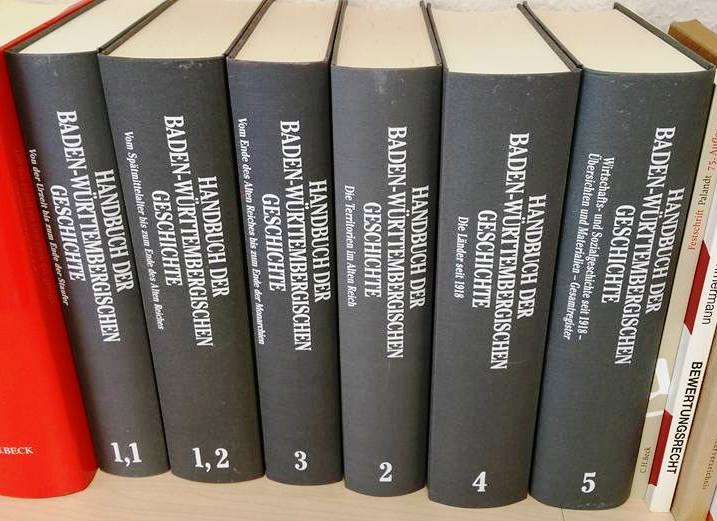
Los seis volúmenes del Manual de historia de Baden-Württemberg

El manual de historia de Baden-Württemberg, publicado en seis volúmenes desde 1992 hasta 2007, es el trabajo estándar sobre la historia y prehistoria de Baden-Württemberg. Consta de 5284 páginas y fue publicado por Hansmartin Schwarzmaier y Meinrad Schaab a nombre de la Comisión de Estudios Históricos Regionales de Baden-Württemberg. El manual describe la historia en el territorio del actual estado federal de Baden-Württemberg desde la prehistoria hasta el final de la «era Lothar Späth» (1990).

## Parte 1
El volumen 1, que se divide en dos subvolúmenes (1.1 y 1.2), consta de once capítulos en los que se describen la prehistoria y la historia del territorio actual de Baden-Württemberg hasta el final del Antiguo Imperio (1806).

### Volumen 1.1 Desde la prehistoria hasta el final del Staufer[1]
La parte 1.1 comienza con una descripción de los cimientos naturales y espaciales de Baden-Württemberg como requisito previo para el desarrollo histórico desde la prehistoria. Sobre los períodos de dominio romano y la conquista germánica en la Alta Edad Media se desarrollan un total de siete capítulos que conducen al lector a los tiempos carolingio, otoniano, Salier y Staufer,   momentos particularmente formativos en la historia del suroeste de Alemania, es decir, desde la Alta Edad Media hasta el umbral de la Baja Edad Media. Los autores del volumen 1.1 de 714 páginas fueron los historiadores Philipp Filtzinger, Hagen Keller, Eugen Reinhard, Edward Sangmeister, Karl Heinz Schröder, Hansmartin Schwarzmaier, Gerhard Taddey, Alfons Zettler y Thomas Zotz .
En el Capítulo I, Karl Heinz Schröder presenta los fundamentos naturales de la historia de la región (págs. 1 a 29). Lo anterior incluye la revisión de la historia de las tierras bajas del Alto Rin, Odenwald, Selva Negra, Dinkelberg y el valle del Alto Rin, Gäuplatten, Keuper-Lias-Land, Jura de Suabia y Suabia superior . Se examinan las influencias espaciales en el curso del asentamiento, así como los requisitos previos naturales para el desarrollo económico (uso de tierras agrícolas y recursos minerales). El capítulo se cierra con las pautas naturales para el transporte terrestre y fluvial.
En el capítulo II, Edward Sangmeister trata de la prehistoria (págs. 29 a 131). Al principio responde a la pregunta de si la prehistoria debería tratarse en una historia regional y luego presenta las culturas individuales, primero antes del 5600 A. C. ( Paleolítico - Mesolítico ) con los cazadores de la Edad del Hielo y los cazadores y recolectores de la Post Edad del Hielo . En el Neolítico temprano, durante la cultura de la cerámica de banda (5600 a 4900 a. C.) la tierra fue tomada por los primeros agricultores y se formaron grupos regionales. En el Neolítico Medio (5100 a 4100 A.C.) apareció el grupo de menhires, la cultura Großgartach-Rössen y los grupos de copa esférica . Ello marca el comienzo del desarrollo independiente y la formación de pequeños grupos. En el Neolítico temprano (4200 a 3300 a. C.) nos encontramos con las culturas Michelsberger, Pfyner y Schussenried . Se destaca el papel de los « movimientos de tierra ». El Neolítico final más antiguo (3200 a 2800 a. C.) con la cultura Horgen la cultura «Goldberg III» conduce a una regresión cultural. El Neolítico tardío y la Edad del Bronce más temprana (Bz A 1) (2800 a 1800 a. C.) se caracterizan por el cultivo de cerámica de cordón, cultivo de campanario y cultivo de Singen . Para los jóvenes de la Edad del Bronce Temprano (1900 a 1400 a. C.) Surge la pregunta de si los hallazgos acumulados son una indicación de malestar. La Edad del Bronce Medio (Br. AC) (155 a 1200 AC) Se caracteriza por una amplia gama de riquezas. En el Bronce Tardío y el Período del Campo de Urnas (1300 a 800 AC) se ha desarrollado una comunidad de culto paneuropea. La cultura Hallstatt (c. 850 a 600 AC), es el tiempo del hierro y la sal. En la cultura Latène temprana y media Lt AC 1 (450 a 150 AC) que tuvo lugar en el quinto Siglo AC tuvo lugar un profundo cambio cultural en la cultura tardía Latène (130 AC) lo cual condujo a una nueva estructura social. El suroeste  ahora se divide entre los romanos y los teutones.
Phillip Filtzinger describe el período romano en el III. Capítulo (págs. 131 a 191). Primero habla de la conquista del suroeste de Alemania hasta la ocupación del área de Limes. Se examinan los limes en la orilla derecha del Rin ( Odenwald-Neckar-Limes, Obergermanischer Limes, Rätischer Limes ), así como la administración, la cultura y la religión romana en el área de Limes.
En el IV. A los capítulos le siguen la conquista germánica y la Alta Edad Media (págs. 191 a 297). Hagen Keller inicialmente proporciona información sobre el período alemánico (siglos III al V). Siglo), que el período merovingio (finales del siglo V a finales del siglo VII) Siglo) sigue.